# ジェイミー・オハラ
ジェイミー・ダリル・オハーラ （Jamie Darryl O'Hara, 1986年9月25日 - ）は、イングランド・ケント州・ダートフォード出身の元サッカー選手。ポジションはミッドフィールダー(CMF/DMF)。
「オハラ」と伸ばし棒のある「オハーラ」と両方の表記が見られる。但し、「オーハラ」は間違った表記である。

## 経歴

### 若手時代
ケントのダートフォードで生まれる。地元の学校に通った後に、ロンドンの学校へ進学。そこでアーセナルFCのアカデミーに加入した。
2003年にライバルクラブのトッテナム・ホットスパーFCのアカデミーに移籍。2006年1月にEFLリーグ1のチェスターフィールドFCへローン移籍し、プロデビューを果たした。
2007年8月にはミルウォールFCへとローン移籍した。

### トッテナム時代
2007-08シーズン序盤、マルティン・ヨルが解任され、後任にファンデ・ラモスが就任。ラモスはミルウォールで好パフォーマンスを見せていたオハラを呼び戻した。12月15日のプレミアリーグ、ポーツマスFC戦で78分にケヴィン=プリンス・ボアテングと交代して出場し、トッテナムのトップチームデビューを果たした。その次節、12月22日に行われたノース・ロンドン・ダービーではトップチームで初めての先発フル出場を果たした。
ラモス指揮下のチームでトップチームのメンバーに定着したオハラは、2月21日のUEFAカップで初ゴールを記録すると、3月22日のポーツマス戦でプレミアリーグ初ゴールを記録した。しかし、2月24日のカーリングカップ決勝、チェルシーFC戦のスカッドからは外れ、優勝の瞬間をピッチまたはベンチで迎えることは出来なかった。デビューシーズンとなった2007-08シーズンはリーグ戦17試合を含む公式戦25試合に出場し、2ゴールを決めた。また、チームの年間最優秀若手選手に選ばれた。
翌2008-09シーズンは序盤にラモスが成績不振で解任され、ハリー・レドナップが新監督に就任すると、徐々にリーグでの出場機会は減っていき、カップ戦要因としての出番が多かった。しかしカーリングカップでは1月6日の準決勝第1戦のバーンリーFC戦で逆転ゴールを決めるなど、2シーズン連続の決勝進出に貢献。昨シーズンとは違い、決勝のマンチェスター・ユナイテッドFC戦にも出場した。65分にロマン・パヴリュチェンコと代わり、ピッチに現れると、試合終了までプレー。120分戦って決着が付かず、PK戦にもつれると、オハラがトッテナムの最初のキッカーを務めた。しかし、相手GKベン・フォスターに阻まれ、チームは優勝を逃した。このシーズン、リーグ15試合を含む公式戦28試合に出場し、4ゴールを挙げた。
2009-10シーズンは8月26日に行われたカーリングカップのドンカスター・ローヴァーズFC戦でゴールを決めるなど、序盤3試合に出場していたが、移籍期間終了前にポーツマスFCへの2010年1月までのローン移籍が決まった。

### ポーツマス時代
ポーツマスではスタメンを掴み取り、プレミアリーグ26試合に出場、2ゴールを記録。1月に一旦トッテナムに戻ったが、ポーツマスの移籍禁止処分が解除されると、ローン延長というかたちでポーツマスに戻った。FAカップでは2月13日のサウサンプトンFC戦でゴールを挙げ、準々決勝進出に貢献すると、準々決勝のバーミンガム・シティFC戦の勝利にも貢献した。しかし、準決勝の相手がローン元のトッテナムだったため、自身は準決勝に出場しなかった。主力の1人だったオハラを欠いたポーツマスだったが、トッテナム相手に2-0で勝利し、決勝に進出した。5月15日に行われた決勝のチェルシー戦ではフル出場したが、0-1で敗れ、優勝を逃した。オハラはこのシーズン、ポーツマスのシーズン最優秀選手に選ばれた。

### ウルヴズ時代
2009-10シーズンの終わりに疲労骨折すると、2010年8月に手術を受けた。復帰まで半年を要し、その間トッテナムでの試合出場は無かった。2011年1月30日、ウルヴァーハンプトン・ワンダラーズFCへ買取OP付きのローン移籍。2月2日のボルトン・ワンダラーズFC戦でデビューすると、2月20日のウェスト・ブロムウィッチ・アルビオンFC戦で移籍後初ゴールを記録した。2010-11シーズンは半年間でプレミアリーグ14試合に出場し、3ゴールを記録。ウェストブロム戦のゴールはシーズン最優秀ゴールに選ばれた。
2011年6月21日、ウルヴァーハンプトンへと完全移籍で加入。5年契約を締結した。2011-12シーズンはヘルニアによる2度の手術、以前から抱えていた鼠径部の治療によりリーグ戦の出場は19試合に留まった。オハラが復帰した2013年12月26日にはチームはプレミアリーグから降格し、EFLチャンピオンシップで苦戦を強いられている最中だった。
2012-13シーズンの残りの半年でリーグ20試合に出場したが、チームはリーグ1に降格。2年連続で降格するに至った。
2013-14シーズンは当初、背番号が与えられず構想外になっていたが、他のチームからの関心が無く残留することになった。ケニー・ジャケット監督は構想外のオハラに再び背番号を与える決断を下し、11月13日のカーライル・ユナイテッドFC戦でチームに復帰した。しかし、トップチームのポジション争いからは脱落し、シーズン後半はU-21チームでの出場に留まった。結局このシーズンのトップチームでの出場は2試合に終わった。
2014-15シーズンもまた、トップチームの背番号が与えられることは無かった。8月28日に相互同意の下で契約が解除された。

### ブラックプール時代
2014年11月5日、チャンピオンシップのブラックプールFCと2015年1月までの短期契約に合意した。11月8日のリーズ・ユナイテッドFC戦でデビューすると、スタメンに定着。2015年1月8日、シーズン終了まで契約を延長した。1月31日のブライトン・アンド・ホーヴ・アルビオンFC戦では移籍後初ゴールを記録。チームも1-0で勝利した。しかしチームは最下位でリーグ1に降格した。2014-15シーズンは27試合に出場、2ゴールを記録した。

### フラム時代
2015年7月7日、1年契約でフラムFCに加入した。8月8日のチャンピオンシップ開幕戦、カーディフ・シティFC戦でデビュー。9月19日のシェフィールド・ウェンズデイFC戦で加入後初ゴールを決めた。2015-16シーズンはリーグ戦37試合の出場で1ゴールを挙げた。

### その後
2016年8月12日、リーグ1のジリンガムFCと2年契約を締結した。しかし、怪我の影響で9月30日に双方合意の下で契約を解除した。
2017年3月23日、イスミアンリーグ・プレミアディヴィジョン(イングランド7部相当)に所属していたビラリキー・タウンFCに加入した。2018年12月に一度クラブを退団したが、1ヶ月後に選手兼任監督としてクラブに復帰。2020年12月にアシスタントマネージャーのポール・コンチェスキーと共にクラブを退団した。

## 人物
- 2012年、ミス・イングランドになったこともあるモデルのダニエル・ロイドと結婚したが、2014年に離婚。

- 2016年に加入したリーグ1のジリンガムFCでは2年契約を結んでいたにもかかわらず、足の怪我の影響により満足にプレーすることが出来なかった。「給料を払わないでくれ」とクラブに対して直訴して僅か2ヶ月で退団し、治療に専念した。ジリンガムの会長はこの時の振る舞いを「短い期間ではあったが本物のプロフェッショナルだった」と感銘を受けた[1]。

## タイトル
トッテナム
- カーリングカップ:2007-08

ビラリキー
- イスミアンリーグ・プレミアディヴィジョン:2017-18
- イスミアンリーグカップ:2016-17,2017-18
- エセックス・シニアカップ:2017-18

ポーツマス
- ポーツマス年間最優秀選手:2009-10